# 앤트 불리
앤트 불리(The Ant Bully)는 2006년 7월 28일에 미국에서 공개된 3D 애니메이션 영화이다. 톰 행크스가 《폴라 익스프레스》에 이어 제작한 3D 애니메이션 영화의 제 2탄이다. 존 니클의 동명의 아동 문학 작품을 바탕으로 한 영화이다.

## 줄거리
10살 소년 루카스는 부모님이 결혼기념일로 여행을 떠나고, 가족에게 소외된 채 학교에서도 괴롭힘을 당하며 불만이 쌓인다. 그는 화풀이로 집 앞 개미집을 파괴하고, 이에 개미 마법사 조크는 루카스를 개미 크기로 줄이는 약을 만든다. 우연히 루카스의 집을 방문한 해충 박멸업자 스탠 비일스는 루카스를 속여 계약을 맺고, 개미들은 루카스를 납치하여 개미집으로 데려온다. 루카스는 개미 여왕의 명령에 따라 강제 노동을 하게 되고, 간호 개미 호바의 도움으로 개미 사회에 적응해 나간다.
그러던 중 말벌들의 공격을 받게 되자, 루카스는 인간 세계에서 가져온 폭죽을 이용해 말벌을 쫓아내고 개미들의 인정을 받는다. 루카스는 개미들에게 인간인 스탠 비일스가 곧 그들을 위협할 존재임을 알게 되지만, 오히려 조크의 오해로 도망치다 개구리에게 잡아먹힌다. 다행히 조크가 루카스를 구해내고 둘은 우정을 쌓는다.
결국 비일스가 개미집을 파괴하려 하자, 루카스와 조크는 말벌들과 연합해 비일스에 맞선다. 전투 중 루카스는 호바와 말벌 한 마리를 구하고, 결국 비일스를 개미 크기로 줄이는 데 성공한다. 영웅이 된 루카스는 '로카이'라는 개미 이름을 받고 다시 인간 크기로 돌아온다. 루카스는 학교에서 괴롭히던 친구에게 당당히 맞서고, 개미들에게 작별 선물로 젤리빈을 뿌려준다.

## 출연

### 주연
- 줄리아 로버츠
- 니콜라스 케이지
- 잭 타일러

### 조연
- 메릴 스트립
- 폴 지아마티
- 레지나 킹
- 브루스 캠벨
- 릴리 톰린
- 체리 오테리
- 래리 밀러
- 앨리슨 맥
- 오스틴 마조스
- 리카르도 몬탈반
- 마일즈 제프리
- 제이크 T. 오스틴
- 롭 폴슨

## 기타
- 원작자: 존 니클
- 미술: 베리 E. 잭슨
- 애니메이션: 최영재
- 배역: 루스 램버트